# Heliotropium baluchistanicum
Heliotropium baluchistanicum är en strävbladig växtart som beskrevs av Syed Muhammad Anwar Kazmi. Heliotropium baluchistanicum ingår i Heliotropsläktet som ingår i familjen strävbladiga växter. Inga underarter finns listade i Catalogue of Life.